# Język (anatomia)

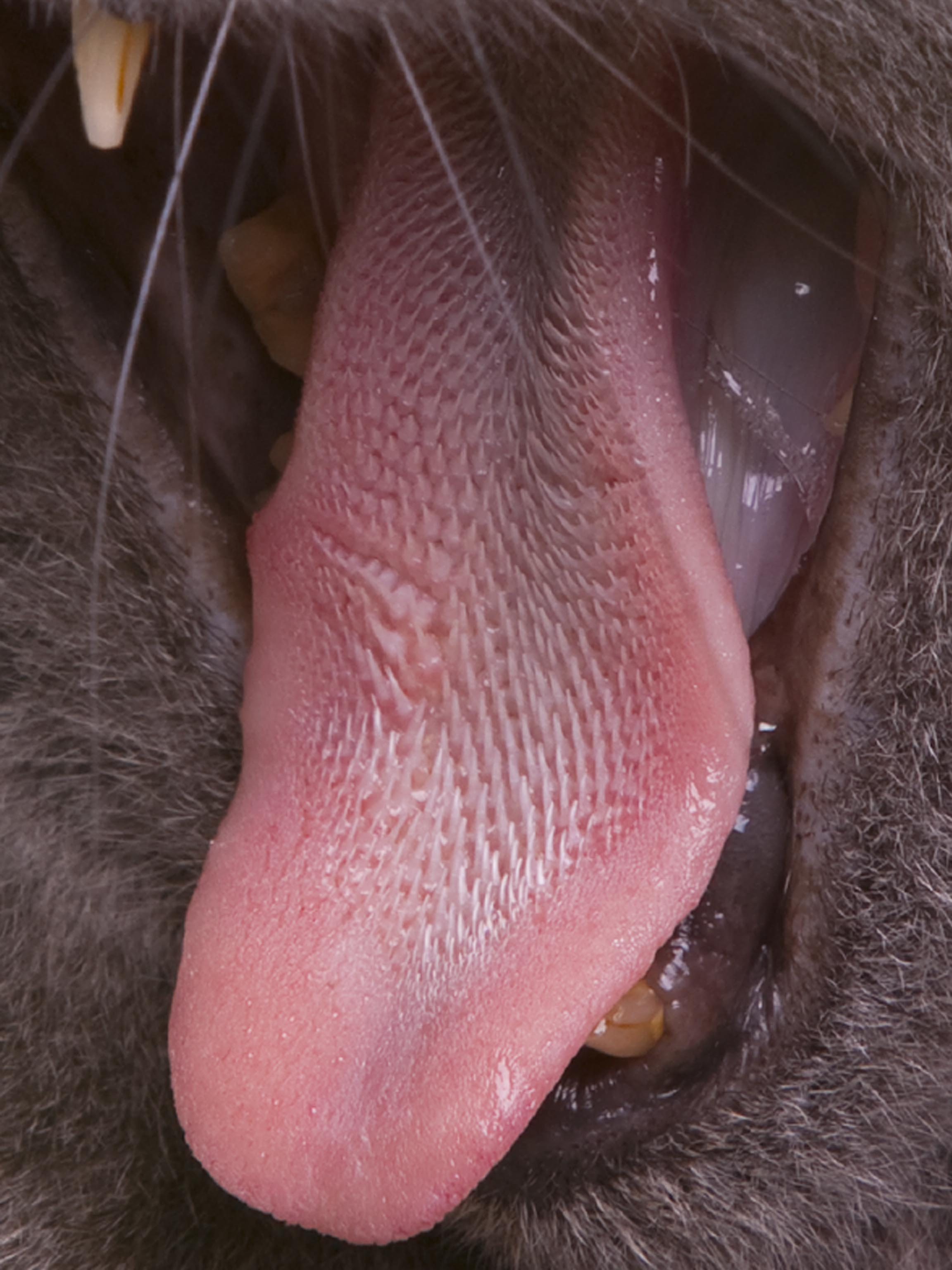
Język kota domowego

Język (łac. lingua) – wieloczynnościowy narząd, twór mięśniowy jamy gębowej kręgowców. Głównym zadaniem języka jest podsuwanie pokarmu pod zęby, mieszanie pokarmu w czasie żucia i przesuwanie kęsów pokarmu do gardła, lecz niektóre gatunki używają go również do innych celów. Dla przykładu:
- wiele gadów używa języka jako organu węchowego
- u ssaków język przyczynia się do wytwarzania podciśnienia w jamie ustnej, umożliwiającego ssanie, stanowi też narząd zmysłu smaku i dotyku
- niektóre ssaki, np. psowate, używają języka do termoregulacji oraz picia
- człowiek używa języka do artykulacji mowy.